# Bad Berka
Pour les articles homonymes, voir Berka.
Bad Berka est une ville allemande située dans le land de Thuringe, à 12 kilomètres au sud de Weimar.

## Personnalités liées à la ville
- Johann Heinrich Hose (1904-1942), peintre né à Tannroda.
- Gerhard Wartenberg (1904-1942), écrivain né à Tannroda.
- Hartmut Griesmayr (1945-), réalisateur né à Bad Berka.